# Kvennsjøen
Kvennsjøen is een meer op de hoogvlakte Hardangervidda in gemeente Ullensvang in de provincie Hordaland in het zuiden van Noorwegen.